# مايومي إينابا
مايومي إينابا (باليابانية: 稲葉真弓) (8 مارس 1950، طوكيو في اليابان - 30 أغسطس 2014)؛ شاعرة، كاتِبة وروائية يابانية.